# SC Hauenstein
Sport-Club e.V. Hauenstein 1919 é uma agremiação esportiva alemã, fundada a 24 de março de 1919, sediada em Hauenstein, na Renânia-Palatinado.

## História
O clube foi criado no "Gasthaus Zum Schwaninn". Uniu-se ao DJK Hauenstein a 7 de novembro de 1930, mas como tinha base na fé, foi proibido, em 1935, como politicamente indesejável para o Regime Nazista.
A nova associação foi formada em parceria com o Turnverein Hauenstein após a Segunda Guerra Mundial a 26 de junho de 1946 como Sport-Gemeinshaft Hauenstein. O novo time acabou extinto a 10 de março de 1950 e seus membros imediatamente o reformularam a 17 de março de 1950 com SC e TV reemergindo como times separados.
O SC se juntou ao terceiro nível, a 2. Amateurliga Westpfalz e, em 1960, conquistou sua vaga à 1. Amateurliga Südwest (II). Após a formação da Bundesliga, em 1963, as divisões inferiores do país foram todas reformuladas. A Amateurliga Südwest se tornou um circuito de terceiro nível, a Verbandsliga, na qual o Hauenstein competiu até 1970, apresentando resultados indiferentes até que finalmente foi rebaixado. A equipe permaneceu na divisão inferior na década de 1970 e 1980 e fez uma única aparição na Amateur Oberliga Südwest (III), em 1990-1991.
A equipe retornaria à AOL Südwest, então um circuito de quarto nível, em 1993, que depois se tornou parte da Regionalliga/Südwest (III) em uma reestruturação subseqüente do campeonato. O Hauenstein sofreu o descenso, em 1997, à Südwest Oberliga (IV). Após promover campanhas de médio porte, se sagrou segundo, em 2003, e terceiro, em 2005.

## Títulos
- Verbandsliga Südwest Campeão: 1990, 1993;
- Oberliga Südwest Vice-campeão: 2003;
- Südwest Hallen (Indoor) Campeão: 1987, 1993, 1994;

## Cronologia recente
| Temporada | Divisão               | Posição |
| 1999–2000 | Oberliga Südwest (IV) | 8°      |
| 2000–01   | Oberliga Südwest      | 13°     |
| 2001–02   | Oberliga Südwest      | 10°     |
| 2002–03   | Oberliga Südwest      | 2°      |
| 2003–04   | Oberliga Südwest      | 8°      |
| 2004–05   | Oberliga Südwest      | 3°      |
| 2005–06   | Oberliga Südwest      | 8°      |
| 2006–07   | Oberliga Südwest      | 8°      |
| 2007–08   | Oberliga Südwest      | 9°      |
| 2008–09   | Oberliga Südwest (V)  | 11°     |
| 2009–10   | Oberliga Südwest      | 6°      |
| 2010–11   | Oberliga Südwest      | 4°      |
| 2011–12   | Oberliga Südwest      | 5°      |